# Готліб Арнольд Давидович
Арнольд Давидович Готліб (1895—1968) — радянський і український вчений-металург, доктор технічних наук (1944), професор (1945).
Великий вчений у галузі доменного виробництва, автор понад ста наукових робіт. Одним з перших у СРСР почав займатися автоматизацією доменного виробництва, під його керівництвом вперше у світовій практиці здійснили теплове регулювання роботою доменної печі.

## Біографія
Народився 28 лютого (12 березня за новим стилем) 1895 року в Херсоні.
У 1914 році закінчив Катеринославське Друге комерційне училище. У 1925 році — Дніпропетровський гірничий інститут (нині Дніпровська політехніка), отримавши кваліфікацію «інженер-металург». У 1931-1938 роках був завідувачем доменним відділом Дніпропетровського НДІ металів. З 1938 року працював у Дніпропетровському металургійному інституті (нині Національна металургійна академія України): до 1939 року — декан металургійного факультету; в 1939-1947 роках — заступник директора з навчальної роботи; з 1942 по листопад 1943 року — завідувач кафедри металургії чавуну. 
У роки Другої світової війни інститут перебував в евакуації в Магнітогорську. Арнольд Давидович керував групою, що розробляє технології доменного виробництва в науково-дослідному секторі Магнітогорського гірничо-металургійного інституту (нині Магнітогорський державний технічний університет), входив до складу комітету вчених допомоги фронту при міському комітеті ВКП(б). Головні його наукові роботи в цей час:
- Распределение материалов и газов с целью создания условий форсированной и ровной работы доменных печей. (Монография. Магнитогорск, 1942).
- Некоторые применения математической статистики к анализу производственных и исследовательских данных в доменном деле. (Монография. Магнитогорск, 1943).

В кінці 1943 року А. Д. Готліб повернувся в Дніпропетровськ, де захистив докторську дисертацію і продовжив роботу в Дніпропетровському металургійному інституті заступником директора і завідувачем кафедри металургії чавуну. Написав низку підручників і навчальних посібників. Виховав вчених, у їх числі Володимир Олександрович Смоляк.
Помер 7 жовтня 1968 року в Дніпропетровську.
Удостоєний звання заслуженого діяча науки і техніки УРСР (1965), нагороджений орденами Трудового Червоного Прапора і «Знак Пошани», а також медалями.
Дружина — Сара Савльївна Влодарська (1898—?), плановик.